# Швидкі нейтрони
Швидкі нейтрони — вільні нейтрони, енергія яких значно перевищує енергію теплового руху.
Швидкі нейтрони утворюються внаслідок ядерних реакцій з енергією до 13 МеВ. При поділі ядра 235U енергія швидких нейтронів досягає 1 МеВ.
Ймовірність захоплення швидких нейтронів ядрами 235U набагато менша, ніж у теплових нейтронів, тому в більшості ядерних реакторів їх сповільнюють. Однак швидкі нейтрони поглинаються ядрами 238U, які потім через низку трансформацій перетворюються в інший вид ядерного палива — 239Pu. Тому конструюють ядерні реактори на швидких нейтронах або так звані реактори-розмножувачі, завданням яких є не лише виробництво енергії, а й отримання ядерного палива, яке можна використати як у мирних, так і у військових цілях.